# Assemblée fédérale (Russie)
Pour les autres articles nationaux ou selon les autres juridictions, voir Assemblée fédérale.
Soviet suprême de Russie
Édifice de la Douma d'État
Édifice du Conseil de la fédération
L'Assemblée fédérale (en russe : Федеральное собрание romanisé : Federalnoïe sobranie) est le parlement bicaméral de la fédération de Russie. Il est formé d'une chambre basse, appelée la Douma d'État, dont les membres sont élus au suffrage direct, et d'une chambre haute, nommée le Conseil de la fédération dont les membres sont élus au suffrage indirect avec deux représentants pour chacun des 85 sujets fédéraux. 
L'Assemblée fédérale est composée des 450 membres de la Douma et des 170 sénateurs du Conseil de la fédération.
L'Assemblée fédérale a été créée par la Constitution de la fédération de Russie de 1993 (article 94). Elle se réunit rarement dans la même pièce, et lorsqu'elle le fait, il s'agit essentiellement pour l'allocution annuelle du président de la fédération.
Une proposition de loi est d'abord proposée au vote à la Douma d'État. Si elle est approuvée à la majorité par la chambre basse, le Conseil de la fédération a quatorze jours pour fixer une date à laquelle la proposition sera proposée au vote. Le Conseil se prononce sur la loi sans pouvoir la modifier. En cas de rejet de la proposition par la chambre haute, les deux chambres de l'assemblée mettent en place une commission de conciliation pour trouver un terrain d'entente. Si un tel terrain ne peut être trouvé, la Douma peut toutefois passer outre au veto du Conseil de la fédération si les 2/3 des membres de la Douma approuvent la proposition de loi.